# Zierenberg (Familie)

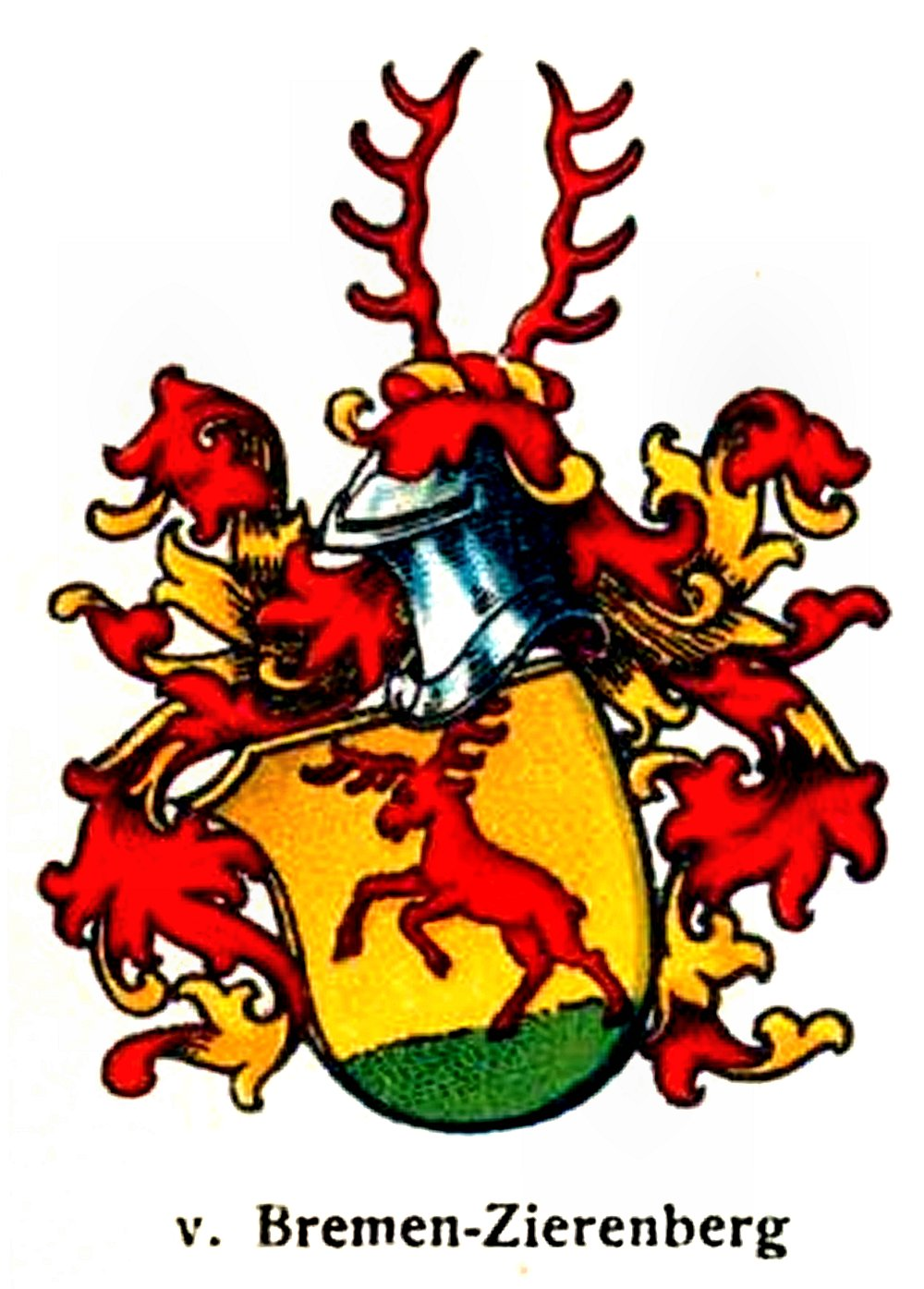
Wappen derer von Bremen-Zierenberg

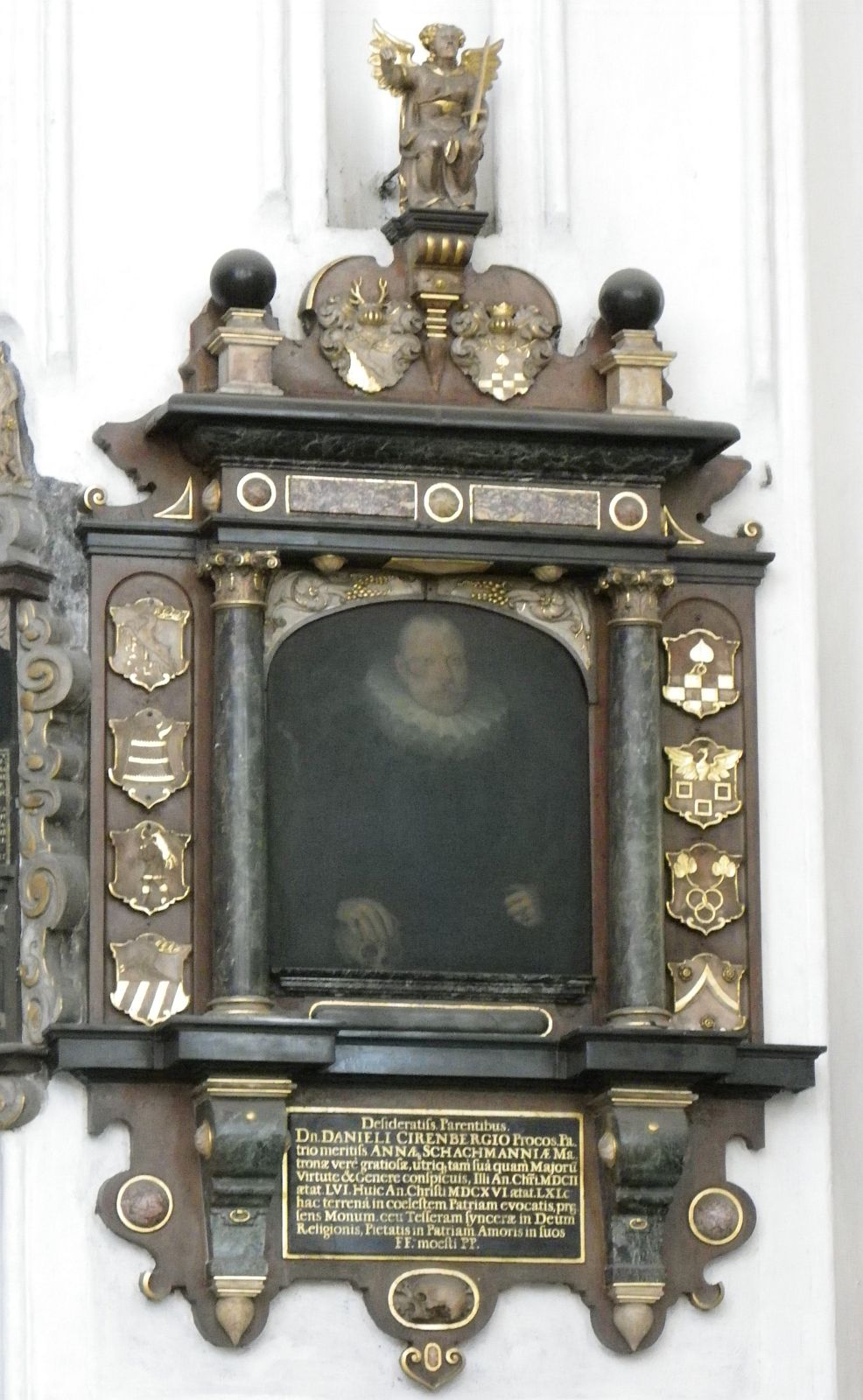
Epitaph für Johann Zierenberg in der Marienkirche in Danzig

Zierenberg (oft Czirenberg, auch Tzirenberch, u. ä.) war eine Familie, die in Reval, Bremen und Danzig Bürgermeister und Ratsherren stellte.

## Personen

### Reval
In Reval im Staat des Deutschen Ordens gab es:
- Hugo Heinrich  Zierenberg († 1319), stammte wahrscheinlich aus Hessen, Ordensritter, Kaufmann, Bürgermeister
- Dietrich Zierenberg († 1345), dessen Sohn, Bürgermeister
- Heinrich Zierenberg († 1366), Bürgermeister 1360, ging dann nach Bremen
- Hinrik Czirenberg (der Ältere; † um 1480), Kaufmann aus Danzig, heiratete in Reval

### Bremen
In Bremen gab es einen Bürgermeister, einige Ratsherren und Stadtvögte aus der Familie:
- Heinrich Zierenberg († 1366), kam aus Reval
- Johann Zierenberg (der Jüngere; 1420–1473), Kaufmann, Bergenfahrer
- Heinrich Zierenberg (1458–1512), Bürgermeister
- Johann Friedrich Zierenberg (1648–1716), Stadtvogt
- Johann Georg Zierenberg (1693–1736), Stadtvogt

### Danzig

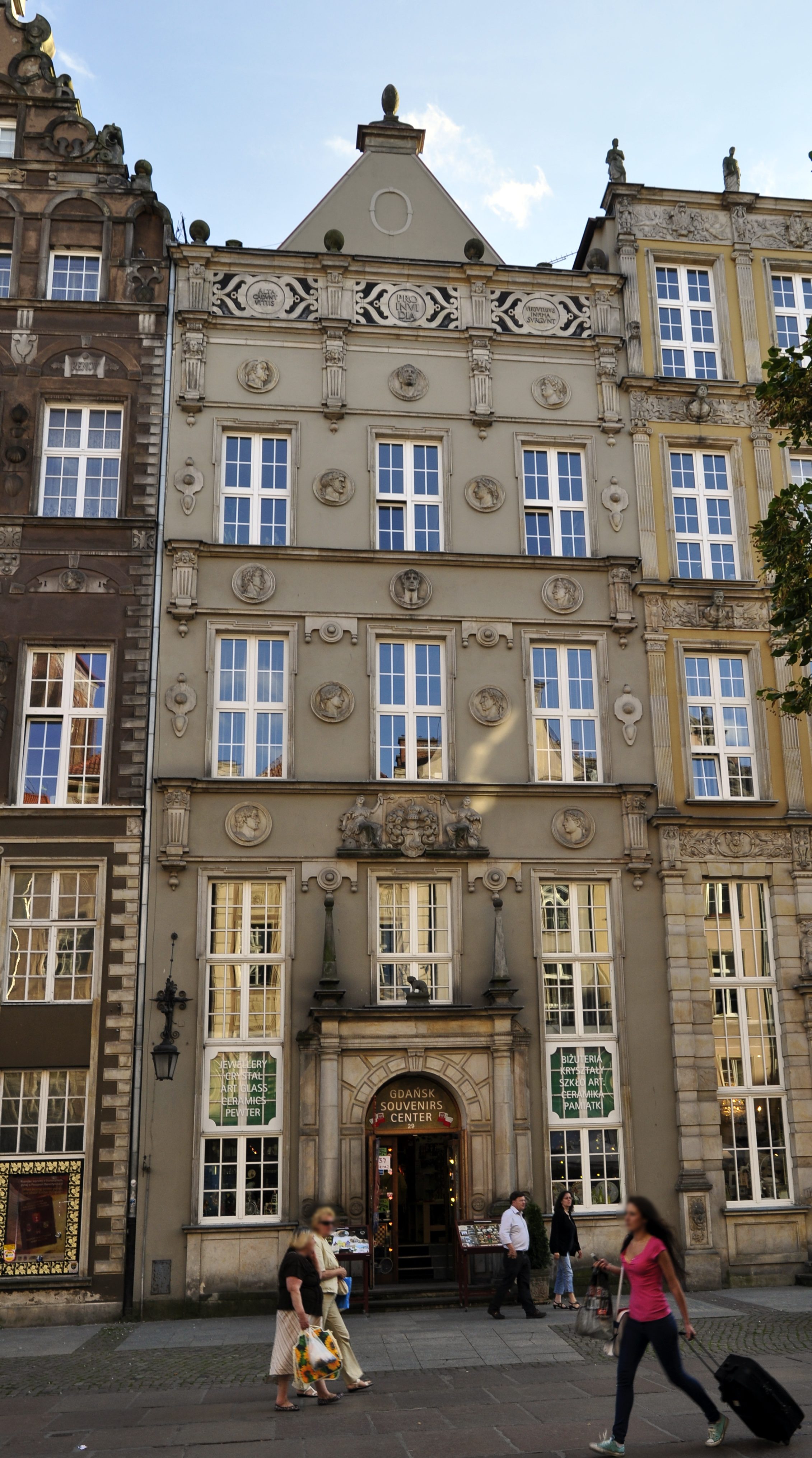
Czirenberg-Haus in der Langgasse, rekonstruiert

In Danzig gab es unter anderen zwei Bürgermeister. Das Czirenberg-Haus war im frühen 17. Jahrhundert im Besitz von Johann Czirenberg und dessen Kindern. Für diesen gibt es auch ein Epitaph in der Marienkirche und eine Straße ulica Czirenberga Jana.
- Johann Zierenberg († 1548), Sohn von Heinrich Zierenberg, kam aus Bremen, Kaufmann, Ratsherr
- Joachim Zierenberg (um 1500–nach 1547), lebte in der Jugendzeit in Danzig, Professor in Frankfurt (Oder), ging 1547 nach Kolberg in Pommern
- Daniel Zierenberg (1547–1602), Sohn von Johann Zierenberg, Bürgermeister
- Johann Zierenberg (1574–1642), Sohn von Daniel Zierenberg, Bürgermeister
- Constantia Czirenberg (1605–1653), Tochter von Johann Zierenberg, Musikerin und Sängerin

## Wappen
Das Wappen der Familie führte einen roten Hirsch auf goldenem Grund, der links aufwärts an einem grünen Berg (oder ohne Berg) steht. Es hat große Ähnlichkeit zu den Wappen der Ministerialenfamilie von Geismar in Hessen und der Familie von Wallwitz im Jerichower Land bei Magdeburg.